# Softball na World Games 2009
Softball na World Games 2009 został rozegrany jako dyscyplina pokazowa w dniach 17–20 lipca na stadionie Kaohsiung Li De Baseball Stadium. Rozegrano tylko turniej kobiet, w którym udział wzięło 6 drużyn. Złoto przypadło drużynie Japonii, srebro reprezentacji Chińskiego Tajpej (Tajwanowi) a brąz Korei Południowej. Softball pojawił się w programie World Games po raz czwarty w historii. Po raz ostatni został rozegrany w 1985 r. podczas drugiej edycji World Games (powrócił do programu WG po 24 latach). 

## Medaliści
|  | Japonia |  | Chińskie Tajpej |  | Korea Południowa |
|  | Yuko Chonan Satomi Hamauzu Megumi Inoue Nana Ishida Mai Kasuhari Sayaka Mori Ryo Morita Yuri Nishikawa Rie Nishioka Erika Ohmura Kaori Okada Kaoru Oyanagi Erika Shigefuji Nana Tanabe Shiho Taniike |  | Chang Li-chiu Chang Man-hsoan Chiang Hui-chuan Chiu An-ju Chueh Ming-hui Chung Hui-lin Kao Ching-yi Lai Meng-ting Lee Hsiao-chi Li Chiu-ching Li Szu-shih Lin Pei-chun Lo Yin-sha Wu Hsin-ying Yang Yi-ting |  | Choi Mi-jin Hong Ki-ja Jeong Yoon-young Jung Young-mi Kang Hee-young Kim Jin-a Kim Min-young Lee Bok-hee Lee Eun-mi Lim Mi-ran Noh Keum-ran Pak Sun-yeo Park Su-youn Suk Eun-jung Yoon Hye-young |

## Wyniki zawodów[1]

### Pierwsza faza
| 17 lipca        |      |        |
| Chińskie Tajpej | 11:0 | Kanada |

| 17 lipca |     |                  |
| Rosja    | 3:2 | Korea Południowa |

| 17 lipca |     |          |
| Japonia  | 0:0 | Singapur |

| 17 lipca         |     |        |
| Korea Południowa | 7:0 | Kanada |

| 17 lipca |      |          |
| Rosja    | 11:4 | Singapur |

| 17 lipca        |     |         |
| Chińskie Tajpej | 6:0 | Japonia |

| 18 lipca         |      |          |
| Korea Południowa | 13:0 | Singapur |

| 18 lipca |      |        |
| Japonia  | 13:1 | Kanada |

| 18 lipca        |     |       |
| Chińskie Tajpej | 3:0 | Rosja |

| 18 lipca |     |                  |
| Japonia  | 2:0 | Korea Południowa |

| 18 lipca |     |       |
| Kanada   | 5:4 | Rosja |

| 18 lipca        |      |          |
| Chińskie Tajpej | 18:0 | Singapur |

| 19 lipca |     |       |
| Japonia  | 6:2 | Rosja |

| 19 lipca        |     |                  |
| Chińskie Tajpej | 8:1 | Korea Południowa |

| 19 lipca |     |          |
| Kanada   | 6:3 | Singapur |

### Druga faza

#### Półfinały
| 19 lipca         |     |       |
| Korea Południowa | 2:1 | Rosja |

| 19 lipca |     |                 |
| Japonia  | 2:1 | Chińskie Tajpej |

#### Finały

##### Mecz o 3. miejsce[2]
| 20 lipca        |     |                  |
| Chińskie Tajpej | 7:0 | Korea Południowa |

##### Finał
| 20 lipca |     |                 |
| Japonia  | 4:2 | Chińskie Tajpej |

### Zestawienie końcowe drużyn
| Poz. | Drużyna          |
| ---- | ---------------- |
|      | Japonia          |
|      | Chińskie Tajpej  |
|      | Korea Południowa |
| 4    | Rosja            |
| 5    | Kanada           |
| 6    | Singapur         |